# Coreoperca whiteheadi
Coreoperca whiteheadi — вид прісноводних риб родини Перцихтових (Percichthyidae). Поширена у Китаї та В'єтнамі. Сягає 6.8 см довжини.